# Orden Für Verdienst (Rumänien)

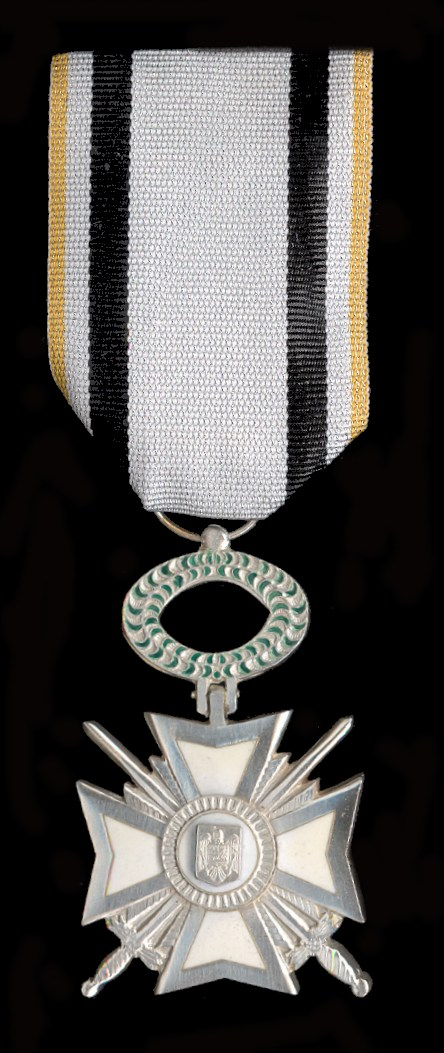
Orden „Für Verdienst“

Der Orden  „Für Verdienst“ wurde am 5. Juni 1931 durch König Carol II. von Rumänien anlässlich der Jahresfeier der Wiederkehr seiner Thronbesteigung zunächst als Ehrenzeichen "Für Verdienst" gestiftet und an Personen verliehen, die sich durch besonders loyale Dienste am Königshaus, für hohe Leistungen auf kulturellen Gebiet oder aber auch für besonders ausgezeichneten Bürgersinn ausgezeichnet hatten.
Am 26. November 1937 erfolgte die Wandlung in Orden "Für Verdienst" mit fünf Klassen, deren Zahl der Mitglieder in den einzelnen Klassen reglementiert war.

## Ordensklassen
- Großkreuz – 12 Rumänen/6 Ausländer
- Großoffizier
- Kommandeur – 24 Rumänen/12 Ausländer
- Offizier – 48 Rumänen/24 Ausländer
- Ritter – 96 Rumänen/48 Ausländer
- Medaille – 100 Rumänen/50 Ausländer

## Ordensdekoration
Das Ordenszeichen ist ein weiß emailliertes Maria-Theresia-Kreuz um dessen Kreuzenden sich zwei geschlossene Ranken winden. In der Kreuzmitte befindet sich die gespiegelte und erhabene Chiffre C (Carol), in dessen Schnittmenge die Ziffer II. zu sehen ist. Die Rückseite des Kreuzes ist ohne Emaille und glatt.
Für Militärverdienste konnte der Orden bis 30. Juni 1941 auch mit gekreuzten Schwertern durch die Kreuzwinkel verliehen werden.

## Trageweise
Das Großkreuz wird in Form eines Sterns auf der linken Brustseite getragen. Kommandeure dekorieren die Auszeichnung als Halsorden, Offiziere als Steckkreuz, Ritter und Kreuz am Band auf der linken Brustseite.
Das Ordensband ist grün mit einem dunkelblauen Mittelstreifen.

## Sonstiges
Der Orden ist nicht mit dem Ehrenkreuz Für Verdienst zu verwechseln.